# Noturus stanauli
Noturus stanauli är en fiskart som beskrevs av David Etnier och Jenkins, 1980. Noturus stanauli ingår i släktet Noturus och familjen Ictaluridae. IUCN kategoriserar arten globalt som sårbar. Inga underarter finns listade i Catalogue of Life.